# ENCE Energía y Celulosa, S.A.
ENCE Energía y Celulosa, S.A. o abreujadament ENCE (BBCN ENC) és un grup empresarial forestal espanyol que es dedica al cultiu i transformació de fustes, és el primer propietari de boscos fusters d'eucaliptus a Europa i segon productor mundial de pasta de cel·lulosa d'aquest arbre.
És l'antiga Empresa Nacional de Celulosa, reanomenada a Grupo Ence en sortir a borsa en 1990. Es va privatitzar primer el 49% i en 2001 el 51% restant. El 26 d'abril de 2012 va canviar al nom actual ENCE Energía y Celulosa, S.A.
La seu central de la companyia es troba a Madrid. Posseeix tres plantes productores de pasta de cel·lulosa a Espanya, la més antiga de les quals es troba a la ciutat galega de Pontevedra, fundada l'any 1957.
Les altres dos plantes són de construcció més recent i es troben a la ciutat andalusa de Huelva i a l'asturiana de Navia. En conjunt, la seva producció anual és de l'ordre del milió de tones de pasta de cel·lulosa i d'una generació d'1.245.000 MWh d'energia elèctrica (en 2003). Aquesta energia elèctrica procedeix de la combustió de la biomassa, no de combustibles fòssils, i és per tant d'origen renovable.

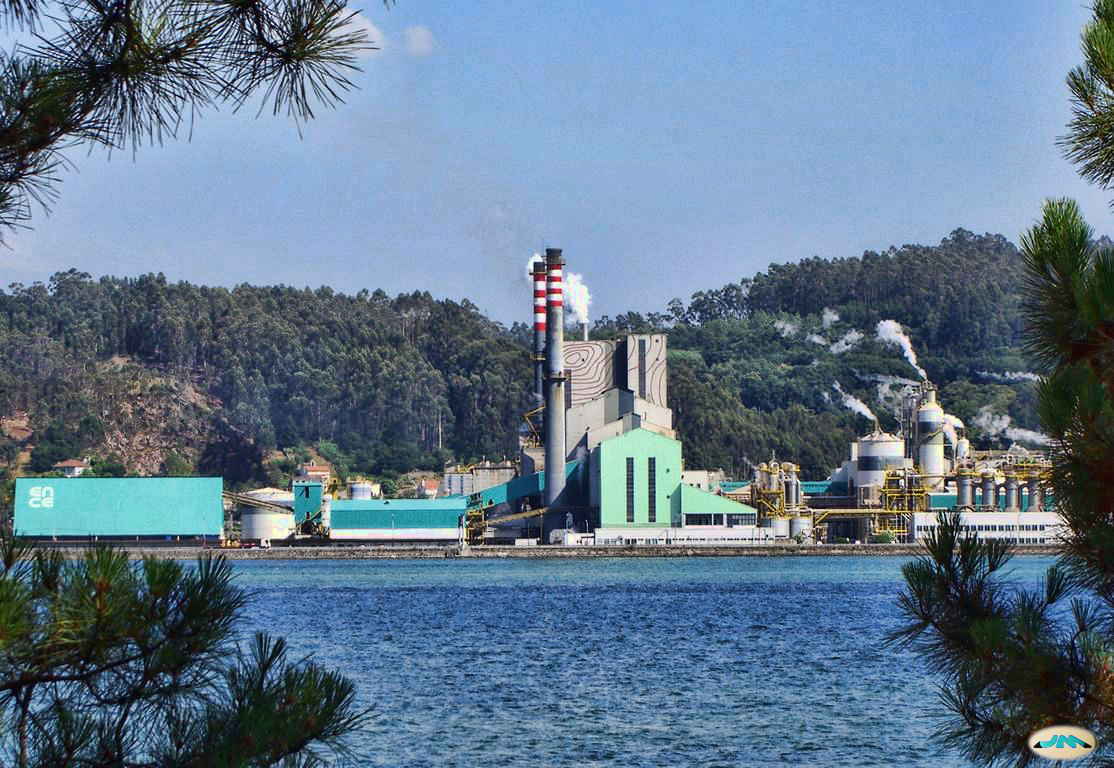
Planta de Pontevedra vista des de Lourido
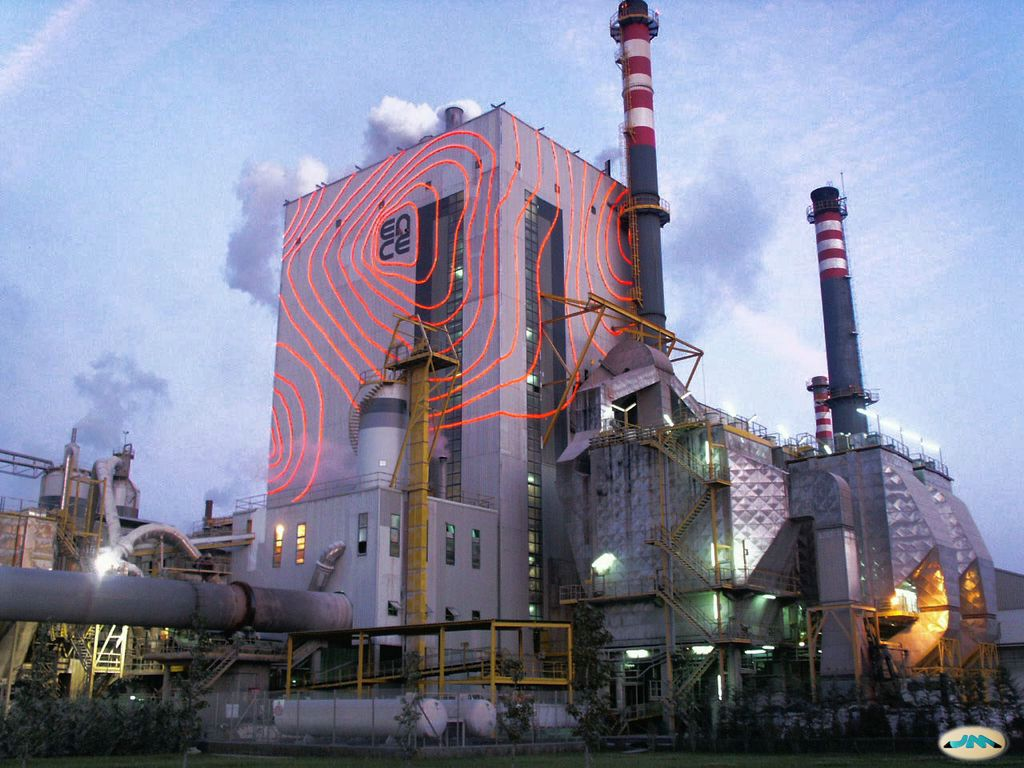
Planta de Pontevedra
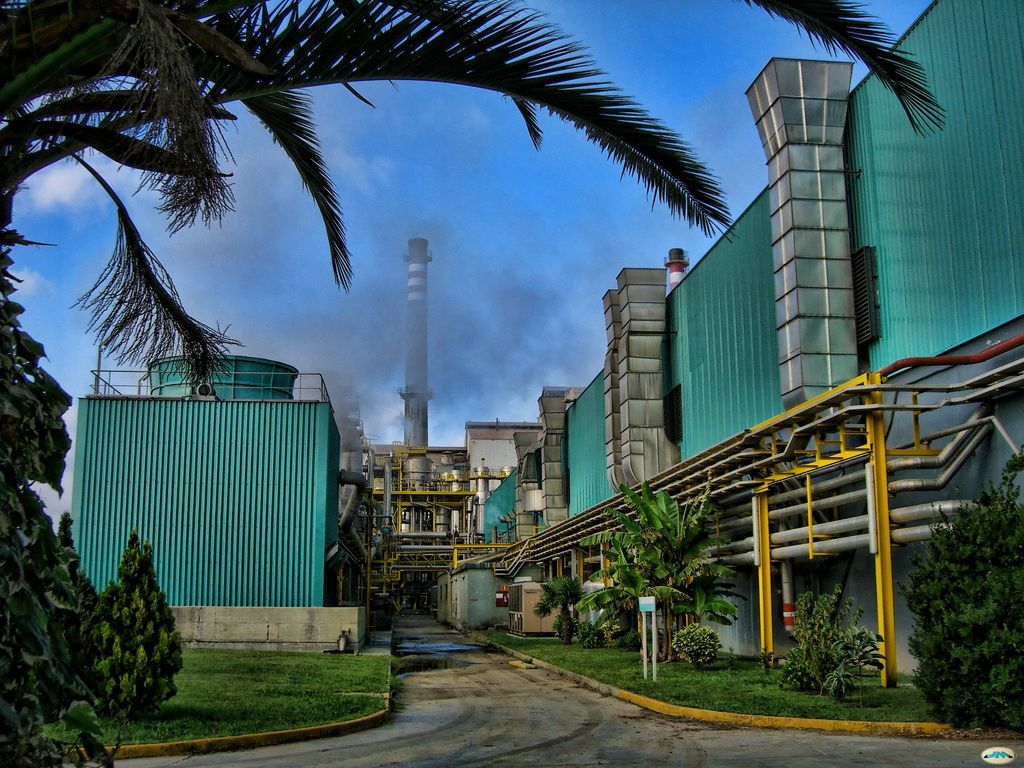
Refredadors
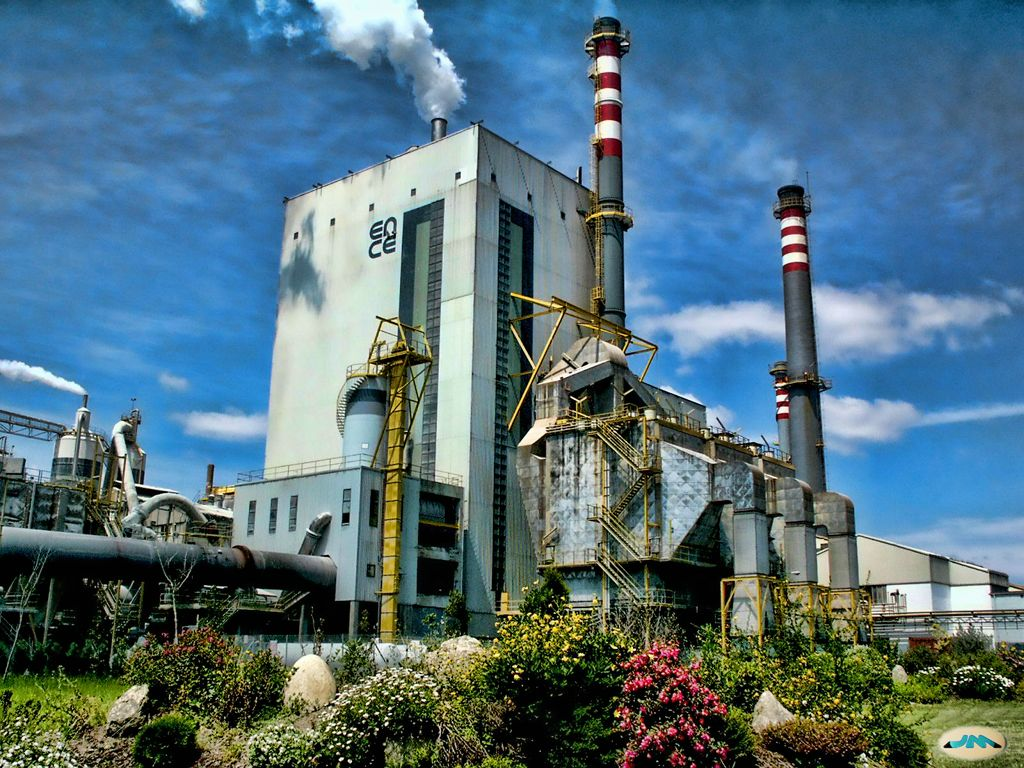
Calderes i precipitadors
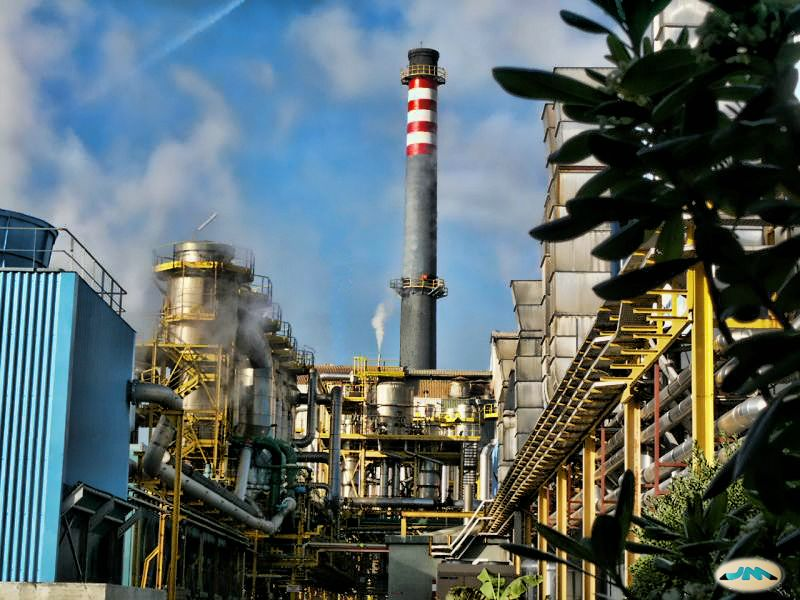
Evaporadors
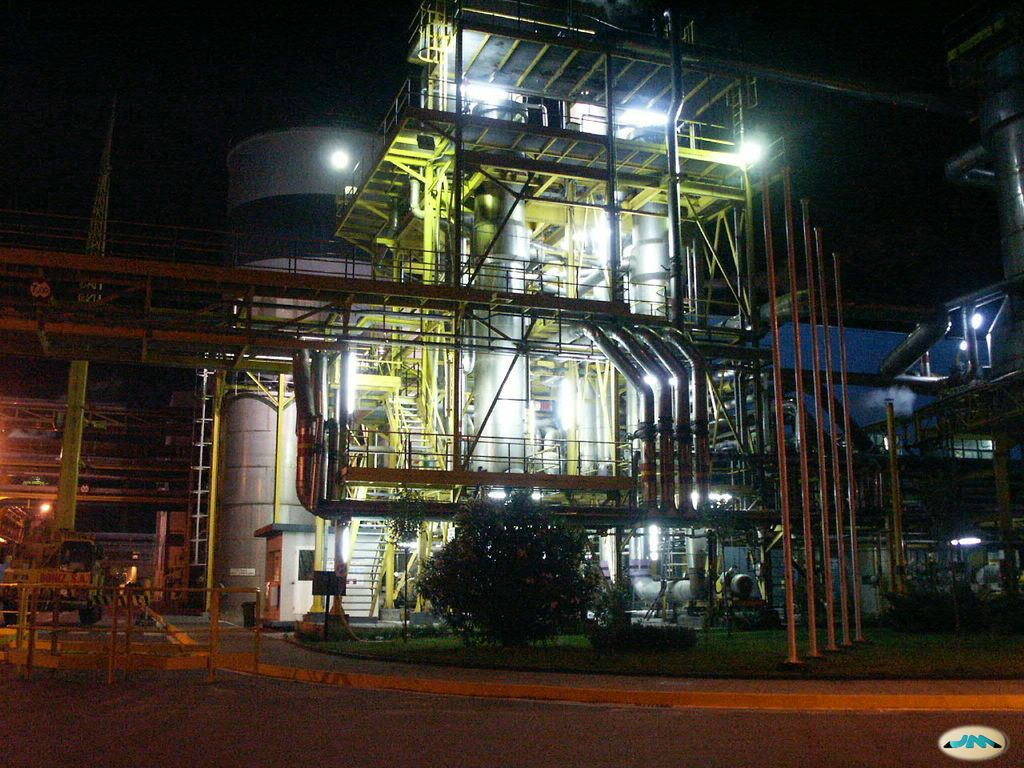
Concentradors

La possibilitat de la instal·lació d'una nova planta de producció de cel·lulosa al marge oriental del riu Uruguai, a les rodalies de les ciutats de Fray Bentos a l'Uruguai i Gualeguaychú a l'Argentina, junt amb una similar de la finlandesa Metsä Fibre, van ser les causes del conflicte diplomàtic que va tenir lloc entre els governs de l'Argentina i d'Uruguai. L'empresa, després d'anunciar la re-localització de la planta en la localitat de Conchillas, propera a les ciutats de Nueva Palmira i Colonia del Sacramento, amb el consentiment del govern argentí, va terminar amb la venda del projecte en 2009. Ambdós projectes proposaven la utilització del sistema de blanqueig lliure de clor elemental (ECF) i aquesta va ser una de les causes del malestar popular, que exigia la utilització del blanqueig totalment lliure de clor (TCF), que a diferència de l'anterior no produeix dioxines, furans ni subproductes contaminants.
El 2016 el Partit Popular (a nivell estatal) concedí la prorroga fins a l'any 2073 a ENCE sobre la cala de Lourizán (Pontevedra). El govern estatal franquista ja li va concedir el permís el 1958. Eixe mateix any ENCE va reafirmar-se davant les crítiques pel monocultiu d'eucaliptus fetes per l'Asociación pola Defensa da Ría (APDR) dient que l'eucaliptus és el "millor antídot" contra els incendis forestals.
ENCE aconseguí un acord amb Terra Rendible el 2017 perquè Terra Rendible li venga unes 6.000 tones de fusta.

## Accionariat
A 31 de desembre de 2012 l'estructura accionarial d'ENCE era la següent:
| Accionista                 | Percentatge |
| -------------------------- | ----------- |
| Retos Operativos XXI, S.L. | 24,5%       |
| Alcor Holding, S.A.        | 21,9%       |
| Liberbank                  | 6,9%        |
| Autocartera                | 7,5%        |
| Free float                 | 39,2%       |